# Pegoplata linotaenia
Pegoplata linotaenia är en tvåvingeart som beskrevs av Ma 1988. Pegoplata linotaenia ingår i släktet Pegoplata och familjen blomsterflugor. Inga underarter finns listade i Catalogue of Life.